# Belle Cies
Belle Cies is een Belgisch bier van hoge gisting.
Het bier wordt gebrouwen in Huisbrouwerij Den Tseut te Oosteeklo.
Het is een blond licht troebel bier met een alcoholpercentage van 10%. Men maakt gebruik van een dubbele nagisting door champagnegist. Door een hopbel in iedere fles te doen is er een blijvende dryhopping. Belle verwijst naar de hopbel in de fles, Cies verwijst naar het oude Cisterciënzerinnenklooster in Oosteeklo.
Den Mulder ·
Den Tseut ·
Den Bi3r ·
Bras ·
Den Krulsteirt ·
Den Drupneuze ·
Belle Cies ·
Hoppesnoet